# Goldene Leinwand
Die Goldene Leinwand ist ein Filmpreis, der für Filme verliehen wird, die in Deutschland kommerziell erfolgreich sind. Außerdem wurde bisher 19 Mal eine Goldene Leinwand für besondere Verdienste an Persönlichkeiten oder Institutionen der Filmbranche vergeben.
Der Preis wurde von 1964 bis 2020 gemeinsam vom Hauptverband Deutscher Filmtheater (heutiger Name HDF Kino) und der Fachzeitschrift Filmecho/Filmwoche für große Kinoerfolge deutscher und ausländischer Filme verliehen. Mit dem Ende der Fachzeitschrift wird der Preis vom HDF Kino alleine vergeben.
Die Goldene Leinwand kann für programmfüllende Spiel-, Dokumentations-, Jugend- und Kinderfilme vergeben werden, die in anfangs 12 Monaten, seit 1972 in 18 Monaten mindestens 3 Millionen Zuschauer ins Kino locken. Der Preis wird an den deutschen Verleih des betreffenden Films vergeben.
Der erste Film, dem dieser Preis verliehen wurde, war Der Schatz im Silbersee. Die Preisverleihung fand am 22. Januar 1964 im Mathäser-Filmpalast in München statt.

## Preiskategorien
- Goldene Leinwand: 3 Millionen Zuschauer in 18 Monaten (bis 1971 in 12 Monaten) (seit 1964)[1]
- Goldene Leinwand mit Stern: 6 Millionen Zuschauer in 18 Monaten (seit 1980)
- Goldene Leinwand mit Stern (Sonderversion): 6 Millionen Zuschauer im Lauf der Zeit (nur 1981 bis 1988)[2]
- Goldene Leinwand mit 2 Sternen: 9 Millionen Zuschauer in 18 Monaten (seit 1993)
- Goldene Leinwand mit 3 Sternen: 12 Millionen Zuschauer in 18 Monaten (seit 1998)
- Goldene Leinwand Sonderausgaben: jeweils für über 15 und 18 Millionen Zuschauer in 18 Monaten (seit 1998)
- Goldene Leinwand mit Stern und Brillanten: Filmreihen, die mindestens 6 Filme gleichen Sujets umfassen mit mehr als 30 Millionen Zuschauern (seit 1983)
- Goldene Leinwand für besondere Verdienste in der Filmwirtschaft (seit 1967)
- Goldene Leinwand – Ehrennadel (seit 1998)

## Preisträger

### Goldene Leinwand
- 1964: Der Schatz im Silbersee – Kohlhiesels Töchter – Das Mädchen Irma la Douce – Winnetou 1. Teil
- 1965: Das Haus in Montevideo – Heimweh nach St. Pauli – Der Schut – Die große Kür – Old Shatterhand – Winnetou 2. Teil – Polizeirevier Davidswache – Goldfinger – Unter Geiern
- 1966: Feuerball – Dr. med. Hiob Prätorius – Angélique – Der Ölprinz – Winnetou 3. Teil
- 1967: Doktor Schiwago – Angélique, 2. Teil – Man lebt nur zweimal – Die gefürchteten Vier
- 1968: Angélique und der König – Oswalt Kolle: Das Wunder der Liebe (1. Teil) – Helga – Vom Werden des menschlichen Lebens – Die Lümmel von der ersten Bank – Zur Hölle mit den Paukern – Die Nibelungen, 1. Teil
- 1969: Zur Sache, Schätzchen – Die Lümmel von der ersten Bank – Zum Teufel mit der Penne – Die Wirtin von der Lahn – Der Arzt von St. Pauli – Morgens um sieben ist die Welt noch in Ordnung – Das Dschungelbuch – Immer Ärger mit den Paukern
- 1970: Oswalt Kolle: Das Wunder der Liebe II – Sexuelle Partnerschaft – Oswalt Kolle: Deine Frau, das unbekannte Wesen – Oswalt Kolle: Zum Beispiel Ehebruch – Ein toller Käfer – Oswalt Kolle: Dein Mann, das unbekannte Wesen – Hurra, die Schule brennt! – Pippi Langstrumpf – Heintje – Ein Herz geht auf Reisen
- 1972: Love Story – Und Jimmy ging zum Regenbogen – Komm nur, mein liebstes Vögelein – Schulmädchen-Report: Was Eltern nicht für möglich halten – Der neue Schulmädchen-Report. 2. Teil: Was Eltern den Schlaf raubt – Schulmädchen-Report. 3. Teil: Was Eltern nicht mal ahnen
- 1973: Aristocats – Vier Fäuste für ein Halleluja – Der Pate – Der Kapitän – Diamantenfieber – Laß jucken, Kumpel – Zwei Himmelhunde auf dem Weg zur Hölle
- 1974: Der letzte Tango in Paris – James Bond 007 – Leben und sterben lassen – Auch die Engel essen Bohnen – Das große Fressen – Mein Name ist Nobody – Asterix und Kleopatra – Papillon
- 1975: Der Clou – Zwei wie Pech und Schwefel
- 1976: Der weiße Hai – Der große Blonde mit dem schwarzen Schuh – Ein Mann sieht rot – Zwei Missionare – Robin Hood – Asterix der Gallier
- 1977: Einer flog über das Kuckucksnest – James Bond 007 – Der Mann mit dem goldenen Colt – Frankenstein Junior – Die große Sause (Drei Bruchpiloten in Paris) – Mandingo – Der Unverbesserliche – Steiner – Das Eiserne Kreuz
- 1978: James Bond 007 – Der Spion, der mich liebte – Bernard und Bianca – Die Mäusepolizei – Krieg der Sterne – Zwei außer Rand und Band – Flammendes Inferno – Der Exorzist – Nobody ist der Größte – King Kong – Brust oder Keule – Ein irrer Typ – Saturday Night Fever
- 1979: Grease – Superman – Unheimliche Begegnung der dritten Art – Zwei sind nicht zu bremsen – Plattfuß in Afrika – Sie nannten ihn Mücke – Der Querkopf
- 1980: James Bond 007 – Moonraker – Streng geheim – Die Blechtrommel – Asterix erobert Rom – Apocalypse Now – Der Große mit seinem außerirdischen Kleinen – Das Krokodil und sein Nilpferd – Der Windhund – Louis’ unheimliche Begegnung mit den Außerirdischen – Convoy – Zombie – Die Wildgänse kommen
- 1981: Christiane F. – Wir Kinder vom Bahnhof Zoo – Das Imperium schlägt zurück
- 1982: Cap und Capper – Das Boot – Theo gegen den Rest der Welt – James Bond 007 – In tödlicher Mission – Der letzte Countdown
- 1983: E.T. – Der Außerirdische – Der Profi
- 1984: James Bond 007 – Octopussy – Flashdance – Die Rückkehr der Jedi-Ritter – Tootsie – Die unendliche Geschichte – Sag niemals nie
- 1985: Indiana Jones und der Tempel des Todes – Auf dem Highway ist die Hölle los – Auf dem Highway ist wieder die Hölle los – The Day After – Der Tag danach – Buddy haut den Lukas – Police Academy – Dümmer als die Polizei erlaubt – Ghostbusters – Die Geisterjäger – Gremlins – Kleine Monster – Otto – Der Film – Amadeus
- 1986: Rambo II – Der Auftrag – Jenseits von Afrika – Männer – Zurück in die Zukunft – Beverly Hills Cop – Ich lös’ den Fall auf jeden Fall – James Bond 007 – Im Angesicht des Todes – Rocky IV – Der Kampf des Jahrhunderts – Police Academy 2 – Jetzt geht’s erst richtig los – Police Academy 3 – … und keiner kann sie bremsen – Der Name der Rose
- 1987: Asterix – Sieg über Cäsar – Top Gun – Sie fürchten weder Tod noch Teufel – Crocodile Dundee – Ein Krokodil zum Küssen – Otto – Der neue Film
- 1988: Dirty Dancing – James Bond 007 – Der Hauch des Todes – Beverly Hills Cop II – Eine verhängnisvolle Affäre – Ödipussi – Crocodile Dundee II – Der Prinz aus Zamunda
- 1989: Falsches Spiel mit Roger Rabbit – Rain Man – Ein Fisch namens Wanda – Ich und Er
- 1990: Indiana Jones und der letzte Kreuzzug – Der letzte Kaiser – Zurück in die Zukunft II – Der Rosenkrieg – Kuck mal, wer da spricht!
- 1991: Pretty Woman – Der Club der toten Dichter – Ghost – Nachricht von Sam – Die unendliche Geschichte II – Auf der Suche nach Phantásien – Arielle, die Meerjungfrau – Nicht ohne meine Tochter – Pappa ante portas – Werner – Beinhart! – Das Schweigen der Lämmer – Die nackte Kanone 2½ – Kevin – Allein zu Haus – Der mit dem Wolf tanzt – Robin Hood – König der Diebe
- 1992: Terminator 2 – Tag der Abrechnung – Hot Shots! – Die Mutter aller Filme – Bernard und Bianca im Känguruland – Hook – Basic Instinct
- 1993: Die Schöne und das Biest – Kevin – Allein in New York – Sister Act – Eine himmlische Karriere – Bodyguard – Jurassic Park – Ein unmoralisches Angebot
- 1994: Dennis, die Nervensäge – Sommersby – Schindlers Liste – Aladdin – Das Dschungelbuch – Das Geisterhaus – Free Willy – Ruf der Freiheit – Hot Shots! Der zweite Versuch – Mrs. Doubtfire – Das stachelige Kindermädchen – Vier Hochzeiten und ein Todesfall – Der König der Löwen – Die nackte Kanone 33⅓ – Flintstones – Die Familie Feuerstein – Forrest Gump – Der bewegte Mann
- 1995: Cool Runnings – Dabei sein ist alles – Speed – Stargate – Stirb langsam: Jetzt erst recht – Philadelphia – Während Du schliefst – Casper
- 1996: James Bond 007 – GoldenEye – Ein Schweinchen namens Babe – Waterworld – Pocahontas – Dangerous Minds – Wilde Gedanken – Männerpension – Werner – Das muß kesseln!!! – The Rock – Fels der Entscheidung –  Impossible – Independence Day – Twister
- 1997: Rossini – oder die mörderische Frage, wer mit wem schlief – Kleines Arschloch – Knockin’ on Heaven’s Door – Der Glöckner von Notre Dame – Der englische Patient – Vergessene Welt: Jurassic Park – Bean – Der ultimative Katastrophenfilm – Men in Black – Das fünfte Element
- 1998: James Bond 007 – Der Morgen stirbt nie – Die Hochzeit meines besten Freundes – Titanic – Hercules – Deep Impact – Armaggedon – Besser geht’s nicht – Dr. Dolittle – Der Pferdeflüsterer – Der Soldat James Ryan – Mulan
- 1999: Verrückt nach Mary – Der Staatsfeind Nr. 1 – E-m@il für Dich – Das große Krabbeln – Godzilla – Asterix und Obelix gegen Caesar – Rush Hour – Shakespeare in Love – Die Mumie – Matrix – Notting Hill – Star Wars: Episode I – Die dunkle Bedrohung – Die Braut, die sich nicht traut – Tarzan – James Bond 007 – Die Welt ist nicht genug
- 2000: American Pie – Wie ein heißer Apfelkuchen – The Sixth Sense – American Beauty – Gladiator – Pokémon – Der Film – Mission: Impossible II – Scary Movie – Disneys Dinosaurier
- 2001: Cast Away – Verschollen – Meine Braut, ihr Vater und ich – Was Frauen wollen – Hannibal – Miss Undercover – Die Mumie kehrt zurück – Pearl Harbor – Der Schuh des Manitu – Shrek – Der tollkühne Held – Jurassic Park III – Bridget Jones – Schokolade zum Frühstück – American Pie 2 – Harry Potter und der Stein der Weisen – Chocolat – Ein kleiner Biss genügt – Der Herr der Ringe: Die Gefährten
- 2002: Ocean’s Eleven – Die Monster AG – Ice Age – Star Wars: Episode II – Angriff der Klonkrieger – Spider-Man – Men in Black II – Die fabelhafte Welt der Amélie – Harry Potter und die Kammer des Schreckens – James Bond 007 – Stirb an einem anderen Tag – Der Herr der Ringe: Die zwei Türme
- 2003: Catch Me If You Can – Good Bye, Lenin! – Johnny English – Matrix Reloaded – Bruce Allmächtig – Fluch der Karibik – Findet Nemo – Das Wunder von Bern – Der Herr der Ringe: Die Rückkehr des Königs
- 2004: Luther – Bärenbrüder – Troja – Harry Potter und der Gefangene von Askaban – The Day After Tomorrow – Shrek 2 – Der tollkühne Held kehrt zurück – (T)Raumschiff Surprise – Periode 1 – Spider-Man 2 – Der Untergang – 7 Zwerge – Männer allein im Wald – Was das Herz begehrt
- 2005: Die Unglaublichen – The Incredibles – Hitch – Der Date Doktor – Meine Frau, ihre Schwiegereltern und ich – Star Wars: Episode III – Die Rache der Sith – Madagascar – Mr. & Mrs. Smith – Harry Potter und der Feuerkelch
- 2006: Die Chroniken von Narnia: Der König von Narnia – Ice Age 2 – Jetzt taut’s – The Da Vinci Code – Sakrileg – Ab durch die Hecke – Pirates of the Caribbean – Fluch der Karibik 2 – Das Parfum – Die Geschichte eines Mörders – Deutschland. Ein Sommermärchen – 7 Zwerge – Der Wald ist nicht genug – James Bond 007: Casino Royale
- 2007: Nachts im Museum – Mr. Bean macht Ferien – Spider-Man 3 – Pirates of the Caribbean – Am Ende der Welt – Shrek der Dritte – Harry Potter und der Orden des Phönix – Die Simpsons – Der Film – Ratatouille
- 2008: Keinohrhasen – Unsere Erde – Der Film – Hancock – Kung Fu Panda – Mamma Mia! – WALL·E – Der Letzte räumt die Erde auf – James Bond 007: Ein Quantum Trost – Madagascar 2
- 2009: Illuminati – Ice Age 3 – Die Dinosaurier sind los – Harry Potter und der Halbblutprinz – Oben – Wickie und die starken Männer – 2012 – New Moon – Biss zur Mittagsstunde – Zweiohrküken – Avatar – Aufbruch nach Pandora
- 2010: Eclipse – Biss zum Abendrot – Inception – Harry Potter und die Heiligtümer des Todes – Teil 1 – Rapunzel – Neu verföhnt
- 2011: Kokowääh – Pirates of the Caribbean – Fremde Gezeiten – Hangover 2 − Harry Potter und die Heiligtümer des Todes – Teil 2 − Twilight – Biss zum Morgengrauen − Breaking Dawn – Biss zum Ende der Nacht, Teil 1 − Der gestiefelte Kater
- 2012: Ziemlich beste Freunde − Ice Age 4 – Voll verschoben − The Dark Knight Rises − Ted – Madagascar 3: Flucht durch Europa – Breaking Dawn – Biss zum Ende der Nacht, Teil 2 − James Bond 007: Skyfall − Der Hobbit: Eine unerwartete Reise
- 2013: Django Unchained – Hangover 3 – Ich – Einfach unverbesserlich 2 – Fack ju Göhte – Die Tribute von Panem – Catching Fire – Der Hobbit: Smaugs Einöde – Die Eiskönigin – Völlig unverfroren – Der Medicus
- 2014: Monsieur Claude und seine Töchter – Der Hobbit: Die Schlacht der Fünf Heere − Die Tribute von Panem – Mockingjay Teil 1
- 2015: Honig im Kopf – Fifty Shades of Grey – Fast & Furious 7 – Jurassic World – Minions – Fack ju Göhte 2 – James Bond 007: Spectre – Alles steht Kopf – Die Tribute von Panem – Mockingjay Teil 2 – Star Wars: Das Erwachen der Macht
- 2016: Zoomania – Pets – Findet Dorie – Willkommen bei den Hartmanns – Phantastische Tierwesen und wo sie zu finden sind
- 2017: Rogue One: A Star Wars Story – Fifty Shades of Grey – Gefährliche Liebe – Die Schöne und das Biest – Fast & Furious 8 – Ich – Einfach unverbesserlich 3 – Es – Fack ju Göhte 3
- 2018: Fifty Shades of Grey – Befreite Lust – Avengers: Infinity War – Phantastische Tierwesen: Grindelwalds Verbrechen
- 2019: Bohemian Rhapsody – Der Junge muss an die frische Luft – Avengers: Endgame – Der König der Löwen – Joker - Das perfekte Geheimnis - Die Eiskönigin II - Star Wars: Der Aufstieg Skywalkers
- 2025: Ein Minecraft Film

### Goldene Leinwand mit Stern
- 1980: Das Dschungelbuch
- 1984: E.T. – Der Außerirdische
- 1985: Otto – Der Film
- 1987: Otto – Der neue Film
- 1988: Dirty Dancing
- 1991: Pretty Woman – Rain Man – Kevin – Allein zu Haus
- 1992: Der mit dem Wolf tanzt
- 1993: Jurassic Park
- 1994: Bodyguard – Aladdin – Schindlers Liste – Flintstones – Die Familie Feuerstein – Der König der Löwen
- 1995: Der bewegte Mann – Forrest Gump
- 1996: Independence Day – Ein Schweinchen namens Babe
- 1997: Men in Black
- 1998: Titanic
- 1999: Star Wars: Episode I – Die dunkle Bedrohung
- 2000: American Pie – Wie ein heißer Apfelkuchen
- 2001: Was Frauen wollen – Der Schuh des Manitu – Harry Potter und der Stein der Weisen
- 2002: Der Herr der Ringe: Die Gefährten – Ice Age – Harry Potter und die Kammer des Schreckens – Der Herr der Ringe: Die zwei Türme
- 2003: Good Bye, Lenin! – Findet Nemo – Der Herr der Ringe: Die Rückkehr des Königs – Harry Potter und der Gefangene von Askaban
- 2004: (T)Raumschiff Surprise – Periode 1
- 2005: Madagascar
- 2006: Harry Potter und der Feuerkelch – Pirates of the Caribbean – Fluch der Karibik 2
- 2007: Pirates of the Caribbean – Am Ende der Welt – Harry Potter und der Orden des Phönix – Ratatouille
- 2008: Keinohrhasen
- 2009: Madagascar 2 – Ice Age 3 – Die Dinosaurier sind los – Harry Potter und der Halbblutprinz
- 2010: Avatar – Aufbruch nach Pandora
- 2011: Harry Potter und die Heiligtümer des Todes – Teil 2
- 2012: Ziemlich beste Freunde – Ice Age 4 – Voll verschoben − James Bond 007: Skyfall
- 2013: Der Hobbit: Eine unerwartete Reise
- 2014: Fack ju Göhte – Der Hobbit: Smaugs Einöde
- 2015: Honig im Kopf – Minions – Fack ju Göhte 2 – James Bond 007: Spectre – Star Wars: Das Erwachen der Macht
- 2018: Fack ju Göhte 3
- 2020: Die Eiskönigin II

### Goldene Leinwand mit Stern (Sonderversion)
- 1981: Aristocats
- 1984: Spiel mir das Lied vom Tod – Papillon – Verdammt in alle Ewigkeit – Die Brücke am Kwai – Asterix erobert Rom
- 1988: Das Dschungelbuch

### Goldene Leinwand mit 2 Sternen
- 1993: Jurassic Park
- 1995: Der König der Löwen
- 1996: Independence Day
- 1998: Titanic
- 2001: Der Schuh des Manitu – Harry Potter und der Stein der Weisen
- 2002: Der Herr der Ringe: Die Gefährten
- 2003: Harry Potter und die Kammer des Schreckens – Der Herr der Ringe: Die zwei Türme
- 2004: Der Herr der Ringe: Die Rückkehr des Königs – (T)Raumschiff Surprise – Periode 1
- 2010: Avatar – Aufbruch nach Pandora
- 2012: Ziemlich beste Freunde
- 2015: Star Wars: Das Erwachen der Macht

### Goldene Leinwand mit 3 Sternen
- 1998: Titanic
- 2002: Harry Potter und der Stein der Weisen

### Goldene Leinwand Sonderausgaben
- 1998: Titanic (mehr als 15 Mio.)
- 1999: Titanic (mehr als 18 Mio.)

### Goldene Leinwand mit Stern und Brillanten
- 1983: Die James-Bond-Serie
- 2005: Die Star-Wars-Serie
- 2009: Die Harry-Potter-Serie

### Goldene Leinwand für besondere Verdienste in der Filmwirtschaft
- 1967: Walt Disney für sein Lebenswerk (posthum)
- 1968: Horst Wendlandt für die bis zu diesem Zeitpunkt produzierten 25 Edgar-Wallace-Filme
- 1968: Nederlandse Bioscoopbond zum 50-jährigen Jubiläum
- 1972: Heinz Rühmann für besondere Verdienste um den deutschen Film
- 1983: Albert R. Broccoli für mehr als 30 Millionen Besucher der James-Bond-Serie. Er erhielt die Goldene Leinwand mit Stern und Brillanten.
- 1984: Jugendfilm-Verleih zum 50-jährigen Firmenjubiläum
- 1988: Ignatz Wimmer zum 80. Geburtstag
- 1989: Erich Müller für besondere Verdienste im Verleihbereich
- 1989: Hans-Peter Zoller für besondere technische Verdienste
- 1989: Willi Burth für besondere technische Verdienste
- 1999: Herbert Strate für seinen besonderen Einsatz für die Filmwirtschaft
- 2000: Michael Ballhaus für besondere Verdienste als Kameramann
- 2000: Marlies Kirchner (Betreiberin des Theatiner Filmtheaters München) für besondere Verdienste im Filmkunstbereich
- 2003: Gilde deutscher Filmkunsttheater für besondere Verdienste um die deutsche Filmkunst
- 2004: Stanley Kubrick posthum für sein Gesamtwerk, entgegengenommen von Filmproduzent Jan Harlan, Schwager des 1999 verstorbenen Regisseurs
- 2006: Detlef Schaller zur Verabschiedung für seine 40-jährige Tätigkeit als kaufmännischer Leiter und Herausgeber der Fachzeitschrift Filmecho/Filmwoche
- 2007: Steffen Kuchenreuther zu seinem 60. Geburtstag und seinem unermüdlichen Einsatz für die gesamte Filmwirtschaft
- 2008: Thomas Peter Friedl für seinen Einsatz über 18 Jahre bei der Constantin Film und 160 Millionen Besucher in diesem Zeitraum[3]
- 2008: Wolfgang Braun für den Aufbau des deutschen Disney-Fimverleihs und seine Führung über 15 Jahre und 343 Millionen Besucher in diesem Zeitraum[4]
- 2009: Michael „Bully“ Herbig für seine künstlerischen und kommerziellen Verdienste für den deutschen Film
- 2016: Gerd Bender für seine langjährige, kooperative Tätigkeit im Verleihgeschäft

### Goldene Leinwand – Ehrennadel
- 1998: Götz Otto (Darsteller in James Bond – Der Morgen stirbt nie)
- 1998: Jon Landau (Produzent von Titanic)
- 1998: Ulrike Stürzbecher (Synchronsprecherin von Kate Winslet in Titanic)
- 1998: Gerrit Schmidt-Foß (Synchronsprecher von Leonardo DiCaprio in Titanic)
- 2001: Dieter Kosslick im Rahmen der Jubiläumsfeier „10 Jahre Filmstiftung NRW“
- 2002: Herbert Strate (Kinobetreiber und langjähriger Präsident der FFA) anlässlich seines 80. Geburtstages
- 2003: Katrin Saß (Hauptdarstellerin von Good Bye, Lenin!)
- 2003: Adrian Kutter anlässlich der Feier zum 50-jährigen Jubiläum der Gilde deutscher Filmkunsttheater
- 2008: Til Schweiger für Keinohrhasen